# Jasmine Bailey
Pour les articles homonymes, voir Bailey.
Jasmine Bailey, née le 14 février 1990 à Saint-Louis (Missouri), est une joueuse américaine de basket-ball.

## Biographie
Formée aux Flames de l'Université de l'Illinois à Chicago de 2008 à 2012, elle est la troisième marqueuse et rebondeuse de l'histoire de l'université (1 535 points et 1018 rebonds), après avoir conduit les Flames aux premières demi-finales de l'Horizon League depuis cinq années. Durant son année senior, elle est dans le meilleur cinq et co-meilleure joueuse de l'Horizon League avec Shamiea Green.
Elle signe son premier contrat professionnel avec Sfântu Gheorghe avec des statistiques remarquées de 17,4 points, 7,4 rebonds, 3,4 passes décisives et 2,8 interceptions qui lui permettent de signer un contrat avec le club italien de Parme.
Au club de San Martino di Lupari depuis 2014, elle conclut a saison 2017-2018 avec des moyennes de 27 minutes de jeu, 12 points, 6 rebonds et une évaluation à 16,3 en moyenne. Elle s'impose rapidement à Roche Vendée avec par exemple 27 points à 82 % de réussite lors de la réception de Montpellier ou encore 21 points à 100 % d’adresse à Landerneau. Elle est conservée par la saison LFB 2019-2020, mais n'est pas conservée au-delà après une saison à 13,2 points avec 32 % de réussite au tirs (47 % à 2-points, 17% à 3-points), 4,3 rebonds et 3,5 passes décisives pour une évaluation moyenne de 12,7 en 27,5 minutes de jeu.
Elle trouve preneur dans un autre club français pour la saison LFB 2020-2021 à Saint-Amand, tout comme son équipière en Vendée, la nigériane Uju Ugoka. Au Hainaut, ses statistiques sont sde 12,1 points et 4,7 passes décisives de moyenne, pour 15,8 d’évaluation en 34 minutes. En mai 2021, elle s'engage pour la saison suivante avec le promu Angers.

## Distinctions personnelles
- Meilleur cinq de l'Horizon League (2012[2])
- Co-meilleure joueuse de l'Horizon League (2012[2])